# Martin Mortensen
Martin Mortensen (Herning, Dinamarca, 5 de novembro de 1984) é um ciclista dinamarquês que foi profissional entre 2007 e 2019.
Como amador consegui notáveis sucessos, incluindo campeonatos nacionais contra o crono. Em 2007, passou ao profissionalismo da mão da equipa Designa Køkken. Depois de duas temporadas alinhou pelo Vacansoleil, equipa no que permaneceu duas temporadas. Em 2011 alinhou pelo Leopard Trek e depois da fusão deste com o RadioShack, retornou ao Vacansoleil-DCM em 2012.
Em outubro de 2019 anunciou sua retirada como ciclista profissional depois de não encontrar equipa para o ano 2020.

## Palmarés
- 2008
  - 1 etapa da Boucle de l'Artois
- Duo Normando (com Michael Tronborg)

- 2011
  - 2.º no Campeonato da Dinamarca em Estrada

- 2013
  - 1 etapa do Volta à Normandia
  - 1 etapa da Volta a Eslováquia

- 2014
- Tour da República Checa, mais 1 etapa

- 2015
- Velothon Wales
  - 2.º no Campeonato da Dinamarca em Estrada

- 2016
- Tro Bro Leon

## Equipas
- Team Designa Køkken (2007-2008)
- Vacansoleil Pro Cycling Team (2009-2010)
- Leopard Trek (2011)
- Vacansoleil-DCM Pro Cycling Team (2012)
- Concordia Forsikring-Riwal (2013)
- Cult Energy (2014-2015)
  - Cult Energy Vital Water (2014)
  - Cult Energy Pro Cycling (2015)
- One Pro Cycling (2016)
- ColoQuick Cult (2017)
- Riwal CeramicSpeed (2018)
- Team Waoo (2019)